# Poreč Trophy 2008
Il Poreč Trophy 2008, ventiquattresima edizione della corsa, valido come evento dell'UCI Europe Tour 2008 categoria 1.2, si svolse il 9 marzo 2008 su un percorso totale di circa 131 km. Fu vinto dallo sloveno Aldo Ino Ilešič, che terminò la gara in 3h12'27" alla media di 40,84 km/h.
Al traguardo 146 ciclisti portarono a termine il percorso.

## Ordine d'arrivo (Top 10)
| Pos. | Corridore          | Squadra       | Tempo    |
| ---- | ------------------ | ------------- | -------- |
| 1    | Aldo Ino Ilešič    | Sava          | 3h12'27" |
| 2    | Alexander Kristoff | Joker-Bianchi | s.t.     |
| 3    | Marko Kump         | Adria Mobil   | s.t.     |
| 4    | Simone Cadamuro    | Nippo-Endeka  | s.t.     |
| 5    | Eric Baumann       | Sparkasse     | s.t.     |
| 6    | Matic Strgar       | Radenska      | s.t.     |
| 7    | Martin Gujan       | Athleticum    | s.t.     |
| 8    | Dean Podgornik     | Loborika      | s.t.     |
| 9    | Rolf Hofbauer      | Team Ista     | s.t.     |
| 10   | Vid Ogris          | Loborika      | s.t.     |